# Villingendorf
Villingendorf – miejscowość i gmina  w Niemczech, w kraju związkowym Badenia-Wirtembergia, w rejencji Fryburg, w regionie Schwarzwald-Baar-Heuberg, w powiecie Rottweil, siedziba związku gmin Villingendorf. Leży ok. 5 km na północ od Rottweil.

## Współpraca
Miejscowość partnerska:
- Reinhardtsgrimma – dzielnica Glashütte, Saksonia